# Genalguacil
Genalguacil és un poble de la província de Màlaga (Andalusia), que pertany a la comarca de la Serranía de Ronda.

## Història
Dintre del seu terme municipal, en els Reales Chicos, s'han trobat molinets de mà (per a metalls), pertanyents a les cultures fenícia i hel·lénica. Aquí va haver, en altre temps, valuoses mines d'or i de plata, avui esquilmades. El nom actual prové de l'àrab Genna-Alwacir que vol dir Jardins del Visir. Després de l'arribada dels Reis Catòlics, la població musulmana continuà residint en aquesta vila, encara que aquesta convivència es va trencar a mitjan segle xvi, després d'una sagnant rebel·lió. Després de l'expulsió dels musulmans, Genalguacil va ser repoblat amb cristians vinguts d'altres zones properes. Ja el 1856, la vila va ser lliurada en senyoria al duc d'Arcos, fins que una llei va suprimir aquests privilegis medievals.